# Omer Yengo
Omer Yengo, né le 19 novembre 1954, est un arbitre congolais de football des années 1990.

## Carrière
Il est officié dans des compétitions majeures : 
- Coupe du monde de football féminin 1991 (2 matchs)
- CAN 1992 (1 match)
- Coupe du monde de football des moins de 20 ans 1993 (1 match)
- Supercoupe de la CAF 1993
- CAN 1994 (1 match)
- CAN 1996 (2 matchs)
- CAN 1998 (2 matchs)